# Light Railway

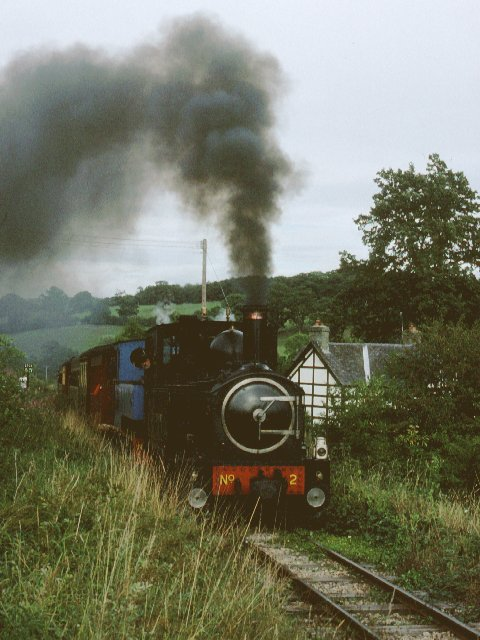
Welshpool & Llanfair Light Railway

Light Railway (sinngemäß Leichte Eisenbahn) ist im englischen Sprachraum eine klassifizierende Bezeichnung für Eisenbahnstrecken zumeist regionaler Bedeutung, die mit geringerem Aufwand als typische Strecken der staatlichen oder überregionalen Eisenbahnunternehmen gebaut wurden. Engere Kurven, größere Steigungen und niedrigere zulässige Achslasten im Vergleich zu Vollbahnen erlauben zwar nur niedrigere Geschwindigkeiten und geringere Transportmengen, aber einen billigeren Betrieb. Der Übergang zu Feld- und Industriebahnen ist fließend. Light railways ähneln damit den Kleinbahnen oder Lokalbahnen im deutschen Sprachraum. 
Sinnverwandt, aber in der Bedeutung verschieden vom britischen Begriff Light Railway ist der vor allem seit den 1980er Jahren verwendete verkürzte Ausdruck Light rail, der mit der Modernisierung straßenbahnartiger Verkehrsmittel in den USA aufkam und in der Folge in andere Sprachen übertragen wurde, dabei allerdings von Land zu Land unterschiedlichen Bedeutungsinhalt annahm. 

## Ursprung
Der Begriff Light Railway geht auf verschiedene Eisenbahnvorschriften des Vereinigten Königreiches aus dem 19. Jahrhundert zurück.
Erstmals wurde der Begriff Light Railway im britischen An Act to amend the Law relating to Railways 1868 angewendet. Hier wurden die früheste Definition und physikalische Bestimmungen formuliert. Danach war eine Bahn als solche zu bezeichnen, wenn sie nicht eine Achslast von 8 britischen Tonnen und eine Fahrgeschwindigkeit von bis zu von 25 englischen Meilen pro Stunde (mph) überschritt. 
Ein weiteres Gesetz folgte 1896. Der Light Railways Act des britischen Parlaments  ermöglichte die erleichterte Genehmigung von Bahnstrecken zum Personen- und Gütertransport als sogenannte Light Railways, wonach für diese kein gesonderter Act of Parliament notwendig war, sondern eine Genehmigung durch eine vom Board of Trade eingesetzte Kommission. Das Gesetz gibt aber keine genaue Erklärung des Begriffs. J. C. Mackay definierte Light Railways 1896 wie folgt: "... gebaut mit leichteren Schienen und Kunstbauten, mit geringerer Geschwindigkeit fahrend, mit einfacherer Unterbringung der Passagiere und weniger Einrichtungen für Güter. Sie kann unter weniger strengen Ansprüchen an Signalisierung und Sicherheitseinrichtungen betrieben werden. Sie ist eine billige Eisenbahn und eine zweite Klasse der Eisenbahnen."
Das Gesetz von 1896 galt zunächst nur für England, Wales und Schottland. Es wurde 1912 ergänzt. Regelungen für Irland, aber auch Australien folgten wenige Jahre später.

## Anwendung der Regelungen
Eine besondere Spurweite war für Light railways nicht vorgeschrieben. Es wurde zunächst angenommen, dass die Spurweite dem Verkehr angepasst werden sollte, man erkannte dann aber, dass durch Anwendung der Normalspur Aufwand und Kosten gespart werden konnte, indem der Aufwand für das bei Spurweitenwechsel nötige Umladen und die leichter mögliche Erweiterung einer normalspurigen Light Railway zur Vollbahn in Betracht gezogen wurden. Während daher die meisten Light railways in England in Normalspur errichtet wurden, entstanden in Irland zahlreiche schmalspurige Zubringerlinien.
Die erste Bahn, die nach den Vorschriften des Light Railways Act gebaut wurde, war die im Jahr 1901 eröffnete Corringham Light Railway. Die im Jahr 1925 eröffnete North Devon and Cornwall Junction Light Railway war die letzte neu gebaute Light Railway.
Die meisten Light Railways waren kaum profitabel, obwohl verschiedene Maßnahmen mit dem Ziel höherer Rentabilität ergriffen wurden, darunter der Einsatz von Triebwagen und Schienenbussen. Sie verloren mit dem zunehmenden Straßenverkehr nach dem Ersten Weltkrieg ihre Geschäftsgrundlage. Seit den 1930er Jahren wurden mehr und mehr Light Railways stillgelegt. Der Zweite Weltkrieg führte zu einer kurzzeitigen Steigerung der Bedeutung dieser Bahnen, doch nur wenige überlebten die 1950er Jahre. Die heute noch bestehenden Light Railways dienen touristischen oder musealen Zwecken.

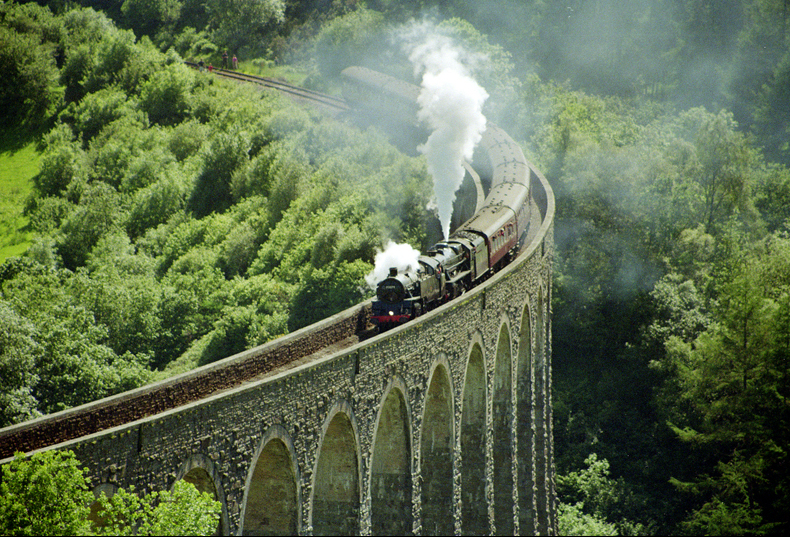
Cynghordy Viaduct der Heart of Wales Line

Neben Strecken, die von Anfang an als Light Railways konzipiert waren, gab es solche, die auf einer anderen gesetzlichen Grundlage gebaut und zu einem späteren Zeitpunkt als Light Railways betrieben wurden. Die erste dieser Bahnen war im Jahr 1899 die zwei Jahre vorher eröffnete Weston, Clevedon and Portishead Light Railway (W.C.P.R.) im südwestenglischen County Somerset.
Auch die Heart of Wales Line (walisisch Rheilffordd Calon Cymru) wurde nach der Wiedereröffnung im Jahr 1972 nach dem Light Railway Order betrieben. 
Seit den 1980er Jahren erließ der britische Secretary Of State for Transport neue Verordnungen auf Basis des Light Railways Act für mehrere Bahnen. Das führte zu dem Zustand, dass in Großbritannien sowohl Light Railways wie auch Light-rail-Systeme, letztere beispielsweise in London und Manchester, bestehen. So trägt die Londoner Docklands Light Railway zwar den Namensbestandteil Light Railway, ist aber ein Light-rail-System neuerer Definition.

## Light Railways außerhalb Großbritanniens
Die historische Light Railway ist den Klein- bzw. Lokalbahnen in deutschsprachigen Ländern sehr ähnlich. Hier regelte Preußen 1892 als erstes mit dem Gesetz über Kleinbahnen und Privatanschlußbahnen den Bahnbau. Nach der preußischen Gesetzgebung durften diese zu genehmigenden Strecken nur zum Verkehr zwischen zwei angrenzenden preußischen Guts- bzw. Gemeindebezirken oder innerhalb eines Bezirkes dienen. Damit sollten keine Konkurrenz zu den sogenannten Durchgangsbahnen, d. h. den Neben- oder Hauptbahnen zur Verbindung größerer Ortschaften entstehen.
In Australien, beginnend in Queensland und gefolgt von Tasmanien, Westaustralien und Südaustralien, wurden Bahnstrecken geringerer Bedeutung in Kapspur gebaut. Ersparnisse waren nicht nur der geringeren Spurweite, sondern auch dem leichteren Oberbau und dementsprechend geringeren Achslasten und Geschwindigkeiten geschuldet, auch wenn durch die Wahl der Schmalspur Spurwechselbahnhöfe unvermeidlich waren. Während in Neusüdwales keine Schmalspurstrecken gebaut wurden, entstanden dort Erschließungsbahnen (pioneer lines) mit Schienen von nur 30 kg/m.